# Lorenzo Cecchi
Lorenzo Cecchi (Capraia e Limite, 1864 – Coreglia Antelminelli, 1940) è stato un pittore e architetto italiano.

## Biografia
Si trasferì a Livorno, dove insegnò per vari anni alla Scuola di Arti e Mestieri, che accolse pittori come Renato Natali, Benvenuto Benvenuti, Cafiero Filippelli, Gino Romiti, Carlo Servolini e altri. 
Nel 1908 si stabilì a Roma, per insegnare Disegno, e vi rimane per circa trent'anni.
Ebbe con la pittura un rapporto molto intenso, usando varie tecniche tra cui quella ad olio e soprattutto gli acquarelli, che lo resero celebre. I soggetti di maggior successo che ritrae sono paesaggi di Roma imperiale e papale avvolti nelle rovine, i monumenti di Pompei, gli scorci della città di Livorno. 
Esercitò anche l'attività di architetto realizzando tra le altre cose la Cappella Marassi, situata nei pressi del Cimitero monumentale di Firenze.